# Tribunal General de Plymouth
El Tribunal General Plymouth (anteriormente, Tribunal General de la Colonia de Plymouth) fue la legislatura colonial original de la colonia de Plymouth de 1620 a 1692.

## Historia
El Tribunal General de la Colonia de Nueva Plymouth fue fundada en 1620, cuando los Peregrinos llegaron a Nueva Inglaterra, y el Tribunal General sirve como la legislatura de la colonia y el poder judicial. En 1636, la Corte creó el primer código legal escrito de Norteamérica con un conjunto de estatutos que incluían una declaración de derechos rudimentaria que protegía las libertades tradicionales, como el derecho a un juicio por jurado. La ley temprana de la colonia se basaba aproximadamente en la ley común española y la ley mosaica, pero la estructura judicial se asemejaba a los tribunales locales de la mansión y de la ciudad en Inglaterra, en lugar de la corte superior del rey, que creó la ley común. El primer tribunal general de Plymouth se reunió dentro de la fortaleza en Burial Hill, cerca de Cole's Hill, en el centro de Plymouth.
La colonia Plymouth fue incorporada oficialmente por carta en la Provincia de la Bahía de Massachusetts el 7 de octubre de 1691, aunque el Tribunal General de la Colonia Plymouth se mantuvo en un gobierno efectivo hasta que la nueva carta llegó el 14 de mayo de 1692, realizada por William Phips. La última reunión oficial del tribunal se produjo el 8 de junio de 1692. El Tribunal General de Plymouth fue oficialmente desmantelado en 1692 cuando la Colonia de Massachusetts con su Corte General de Massachusetts y Corte Suprema de Justicia de Massachusetts asumió la jurisdicción anterior de Plymouth.